# 角晃多
角 晃多（すみ こうた、1991年1月13日 - ）は、神奈川県横浜市出身の元プロ野球選手（内野手、右投左打）・野球指導者・実業家。2021年12月よりベースボール・チャレンジ・リーグの埼玉武蔵ヒートベアーズ球団社長を務める。実父は元プロ野球選手の角盈男。兄は元プロ野球選手の角一晃。

## 経歴

### プロ入り前
高校時代は東海大相模で4番打者として活躍し、通算36本塁打を記録した。しかし2007年、2008年と2年連続で神奈川大会決勝で敗れ甲子園には出場できなかった。特に2008年の決勝では3番を打っていた大田泰示が敬遠されて迎えた2度のサヨナラのチャンスでいずれもピッチャーゴロに倒れ、さらに3点を勝ち越された13回裏にも2死1、3塁のチャンスで凡退し最後の打者となってしまう。
2008年10月5日に行われた千葉ロッテマリーンズの入団テストで2次テストまで進み、10月30日のドラフト会議でロッテから育成選手3位で指名された。

### ロッテ時代
2011年5月11日に発表されたイースタン・リーグ3・4月度月間MVPを受賞。2番打者として8試合の複数安打を記録、打率・安打数が共にリーグ2位を評価されての事だった。支配下登録前の育成選手としての受賞は両リーグ初である。
2012年7月30日、球団から支配下選手登録が発表された。それに伴い、背番号も69に変更された。
しかし一度も一軍昇格することなく2014年10月5日に球団から戦力外通告を受けた。12月2日、自由契約公示された。
2015年1月17日、BCリーグの武蔵ヒートベアーズ（現・埼玉武蔵ヒートベアーズ）へ入団することが発表された。

### 独立リーグ・武蔵（埼玉）時代
2015年は主に二塁手として73試合に出場し、シーズン途中からはキャプテンに就任した。2015シーズンのベストナインを二塁手として受賞。
2016年3月12日、野手コーチ補佐に就任。11月12日の12球団合同トライアウトに参加、4打数2安打1三振（2四球）という内容だった。
2017年11月15日、シーズン限りでの現役引退と、2018年シーズンからの監督就任が発表された。リーグでは初の20代の監督となる。11月30日に就任記者会見を開き、発足以来低迷するチーム状況を踏まえて、「勝つこと、順位にこだわっていきたい」と述べた。
監督就任4シーズン目となる2021年にチーム史上初となる地区優勝を達成した（リーグ優勝を決めるプレーオフは準決勝で敗退）。同年12月9日、球団社長に就任。
2022年シーズン終了後の12月14日、埼玉の監督を退任することが発表された。

## 選手としての特徴・人物
走攻守に定評のある二塁手。
父・盈男からはプロ入り時に「現役引退に苦手だった若松さんのような打者になって欲しい」とエールが送られている。

## 詳細情報

### 年度別打撃成績
- 一軍公式戦出場なし

### 独立リーグでの打撃成績
| 年 度     | 球 団     | 試 合 | 打 数 | 得 点 | 安 打 | 二 塁 打 | 三 塁 打 | 本 塁 打 | 打 点 | 三 振 | 四 球 | 死 球 | 犠 打 | 犠 飛 | 盗 塁 | 失 策 | 併 殺 打 | 打 率 | 出 塁 率 | 長 打 率 | O P S |
| --------- | --------- | ----- | ----- | ----- | ----- | -------- | -------- | -------- | ----- | ----- | ----- | ----- | ----- | ----- | ----- | ----- | -------- | ----- | -------- | -------- | ----- |
| 2015      | 武蔵      | 73    | 271   | 39    | 90    | 26       | 3        | 2        | 40    | 25    | 25    | 3     | 1     | 2     | 10    | 23    | 12       | .332  | .392     | .587     | .979  |
| 2016      | 武蔵      | 67    | 253   | 41    | 86    | 14       | 6        | 4        | 41    | 25    | 21    | 4     | 0     | 2     | 6     | 8     | 3        | .340  | .396     | .490     | .886  |
| 2017      | 武蔵      | 27    | 73    | 9     | 10    | 2        | 1        | 0        | 5     | 19    | 4     | 2     | 0     | 0     | 1     | 0     | 1        | .137  | .203     | .192     | .394  |
| 通算：3年 | 通算：3年 | 167   | 597   | 89    | 186   | 42       | 10       | 6        | 86    | 69    | 50    | 9     | 1     | 4     | 17    | 31    | 16       | .312  | .371     | .446     | .817  |

- 各年度の赤太字はリーグ歴代最高、太字はリーグ最高

### 背番号
- 129 （2009年 - 2012年途中）
- 69 （2012年途中 - 2014年）
- 6 （2015年 - 2017年）
- 11 （2018年）
- 77 （2019年 - 2022年）